# باشگاه فوتبال جبل المکابر
باشگاه فوتبال جبل المکابر یک باشگاه حرفه‌ای که در فلسطین واقع شده است.